# Perigea punctata
Perigea punctata là một loài bướm đêm trong họ Noctuidae.